# 西洛镇 (寿阳县)
西洛镇，是中华人民共和国山西省晋中市寿阳县下辖的一个乡镇级行政单位。

## 行政区划
西洛镇下辖以下地区：
西洛村、北东村、南东村、刘家庄村、段廷村、韩村、王玉垴村、白道村、城冶村、南河村、王村、纂木村、云烟村、沟东村、张庄村、南岭村、南下厢村和道坪村。